# Církevní husitská základní umělecká škola Harmonie
Církevní husitská základní umělecká škola Harmonie o.p.s byla založena v roce 2001, zřizovatelem je Pražská diecéze Církve československé husitské. Od září 2001 sídlí CH ZUŠ v budově Základní školy Bílá v Praze Dejvicích. V říjnu 2003 byla škola zařazena do sítě škol a má akreditaci Ministerstva školství mládeže a tělovýchovy České republiky (MŠMT ČR). CH ZUŠ Harmonie je obecně prospěšná společnost, jejíž náplní není pouze výuka uměleckých oborů, ale i organizování koncertů a kulturních akcí. Statutárním zástupcem školy je ředitel a správní rada.

## Výchově vzdělávací program

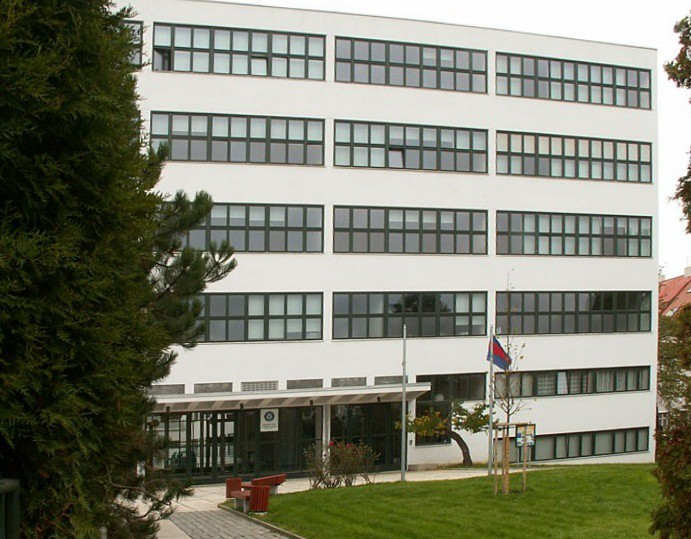
budova CH ZUŠ Harmonie

CH ZUŠ Harmonii navštěvuje (v roce 2016) cca 230 žáků, dětí a v menší míře i dospělých. V CH ZUŠ Harmonii je vyučováno podle učebních osnov a plánů pro základní umělecké školy vydaných MŠMT ČR pro hudební, taneční a literárně-dramatický obor. Pro umělecké obory „zpěv romské hudby" a „liturgický zpěv“ byly vypracovány vlastní učební osnovy a plány, které byly schváleny MŠMT ČR. Od 1. září 2012 jsou nově příchozí žáci vyučováni dle vlastního školního vzdělávacího programu.
Ve škole se vyučují následující umělecké obory:
- Hudební: zpěv (sólový, sborový a liturgický), hra na klavír, klávesy, kytaru, bicí nástroje, zobcové flétny, klarinet, saxofon, housle, violoncello a akordeon. Žáci mají možnost navštěvovat přípravný pěvecký sbor pro děti předškolního věku a pěvecký sbor pro děti školního věku. Pro dospělé je zde Komorní sbor Druhý dech.
- Taneční: vyučuje se výrazový tanec pro žáky předškolního věku, školního věku i pro dospělé.
- Literárně-dramatický: tento obor je zaměřen na základy herectví, jevištní mluvy, uměleckého přednesu, rétoriky a moderování.

Pedagogický sbor CH ZUŠ Harmonie tvoří kolektiv mladých pedagogů s potřebnou kvalifikací a dostatečnou praxí. Cílem CH ZUŠ Harmonie je stát se moderní školou se spokojenými žáky a absolventy angažujícími se jak na poli amatérských umělců, tak dále pokračujícími na hudebních, tanečních i hereckých konzervatořích. Prioritou je rozvíjet v dětech jejich přirozený talent a probudit v nich radost z vlastního výkonu.

## Koncertní činnost
Během školního roku se v CH ZUŠ Harmonii konají pravidelně minimálně čtyři větší školní koncerty (vánoční koncert, rodinný koncert, koncert učitelů a závěrečný koncert).
Méně zdatní žáci mají možnost vystoupit před publikem na interních koncertech, které organizují pedagogové jednotlivých oborů pro své žáky minimálně jednou za pololetí.
Kromě výše uvedených koncertů a besídek vystupují žáci i pedagogové CH ZUŠ Harmonie na různých benefičních koncertech (např. v kostele sv. Mikuláše na Staroměstském náměstí v Praze, v divadle Semafor v Praze, v Ruském středisku vědy a kultury v Praze, v Parlamentu České republiky, v Olivově dětské léčebně v Říčanech u Prahy apod.)
CH ZUŠ Harmonie také zajišťuje kompletní servis při organizování koncertů či jiných kulturních akcí na klíč.

## Dětské muzikály
19. a 20. prosince 2007 se uskutečnily v aule ZŠ Bílá slavnostní premiéry původního dětského muzikálu Bílý Motýl, který zkomponoval pedagog CH ZUŠ Harmonie Jakub Nygrýn. Jednalo se o ojedinělý počin, jehož cílem bylo zapojit talentované děti ve věku 7-16 let do společného uměleckého projektu, díky kterému měly možnost veřejně předvést své schopnosti a nabýt nové zkušenosti při vystupování před publikem. Tuto příležitost získalo téměř 60 dětí. 1. června 2008 byl dětský muzikál Bílý Motýl uveden také v německém Berlíně v rámci akce „Děti dětem“.
Dalším dětským muzikálem z produkce CH ZUŠ Harmonie je Prastarý příběh lásky, který zkomponoval pedagog CH ZUŠ Harmonie Jakub Nygrýn, a který měl premiéru 18. května 2014 v pražském divadle Metro.